# Johan Nijenhuis
 (octobre 2018).
Johan Nijenhuis, né le 4 mars 1968 à Markelo, est un réalisateur, producteur et scénariste néerlandais.

## Filmographie
- 2001 : Costa! (nl)[2]
- 2002 : Croisière au clair de lune[3]
- 2005 : Zoo Rangers en Afrique, co-réalisé avec Dennis Bots[4]
- 2006 : Zoo Rangers en Inde, co-réalisé avec Dennis Bots[5]
- 2007 : Zoo Rangers en Amérique du Sud[6]
- 2008 : Alibi[7]
- 2010 : Fuchsia, la petite sorcière[8]
- 2011 : Bennie Stout (nl)[9]
- 2013 : Loving Ibiza (nl)[10]
- 2014 : Tuscan Wedding (nl)[11]
- 2014 : Apenstreken
- 2015 : Monkey Business from A to Z[12]
- 2016 : Onze Jongens (nl)[13]
- 2016 : Rokjesdag[14]
- 2017 : Lucky in Love (nl)[15]
- 2019 : De Beentjes van Sint-Hildegard

### Producteur et scénariste
- 1998 : Goede tijden, slechte tijden: De reünie (nl)
- 2003 : Liever verliefd (nl)
- 2003 : Pista! (nl)
- 2004 : Ellis in Glamourland (nl)
- 2004 : Snowfever (nl)
- 2004 : Floris
- 2009 : SpangaS op Survival (nl)[16]
- 2009 : The Storm de Ben Sombogaart[17]
- 2010 : Happily Ever After de Pieter Kramer[18]
- 2018 : Mannen van Mars (nl) de Hans Somers[19]